# Calle de San Miguel (Sagunto)
La calle de San Miguel es una vía pública de la ciudad española de Sagunto.

## Descripción
La vía discurre desde la calle del Camino Real hasta el carrer de les Penyetes. Se conoció como «carrer de la Porta Nova» hasta que se construyó la ermita de San Miguel y adoptó el título actual. Aparece descrita en el Nomenclator de las calles, plazas y puertas antiguas y modernas de la ciudad de Sagunto (1901) de Antonio Chabret y Fraga con las siguientes palabras:

San Miguel (calle de). Empieza en la calle Real y desemboca en la de les Peñetes. Empezó á llamarse así, después de la construcción de dicha ermita en 1726, pues antes era el carrer de la Porta Nova, en la parroquia de San Miguel. También tenía una era llamada alta en el solar que lleva el núm. 4.
(Chabret y Fraga, 1901, p. 88)